# Demo Tape 1
Demo Tape 1 es el segundo demo del grupo armenio-estadounidense System of a Down. Varias de las canciones formarían parte del álbum debut System of a Down, tomando en cuenta los demos 1, 2 y 3, compuestos por Serj Tankian, Daron Malakian, Shavo Odadjian y Andy Khachaturian. El casete es lanzado en 1995 por la discográfica Sony Studios y Sony Music.

## Canciones
| N.º | Título       | Letras   | Música  | Duración |  |
| 1.  | «Sugar»      | Tankian  | Tankian | 2:59     |  |
| 2.  | «Suite-Pee»  | Tankian  | Tankian | 2:48     |  |
| 3.  | «DAM»        | Malakian | Tankian | 2:39     |  |
| 4.  | «P.L.U.C.K.» | Tankian  | Tankian | 5:34     |  |

## Cubierta
Según Shavo Odadjian, en una entrevista en YNH Podcast el 10 de marzo de 2020, recuerda como empujó a su amigo de la secundaria quien tenía esquizofrenia en una sesión de fotos para la cubierta de álbum.
Cita "Hace tiempo, tenía un amigo de la secundaria el cual tenía esquizofrenia, cosa que en ese momento no sabía. Le pedí para hacer una sesión de fotos para la cubierta del álbum de demostración en el que estábamos trabajando, le dije que debería de estar atado y amordazado, y aún así aceptó. Le llevé hacia la parte trasera de mi casa. Lo que el no sabía es que lo empujaría hacia abajo, haciéndolo caer. Mientras el luchaba por levantarse yo le tomaba fotos. Fue en ese momento que por su mirada de locura, me dí cuenta que algo no andaba bien pero ya estaba hecho. No teníamos computadoras, no teníamos Internet, iría a Kinko's, imprimiría, cortaría y pegaría todo y lo repartiríamos como volantes."
- Datos: Q5802227